# Finanzas abiertas
Las finanzas abiertas (del inglés Open Finance) son una extensión del concepto de banca abierta (del inglés Open Banking), que permite a las empresas compartir y acceder a información sobre operaciones financieras o comerciales con el fin de mejorar el desarrollo de productos y servicios financieros y brindar a los usuarios un mayor control sobre sus datos. A diferencia de la banca abierta, que se limita a productos y servicios bancarios, las finanzas abiertas abarcan más servicios financieros bajo el intercambio de datos de los consumidores. Este enfoque facilita un sistema seguro y eficiente para que los consumidores puedan otorgar a terceros proveedores autorizados acceso a sus datos financieros, promoviendo la creación de servicios que se adapten a sus necesidades específicas.
El intercambio de datos en un entorno de finanzas abiertas permite una transición de una arquitectura de información cerrada, en el que las entidades financieras son las únicas que guardan y administran los datos de los clientes, hacia una arquitectura abierta que estandariza el flujo de información entre entidades reguladas y otros proveedores, siempre con el consentimiento explícito del usuario.
Este sistema de información abierta mejora la competencia económica, porque las reglas de acceso generan compartición de datos, que reducen las asimetrías de información existentes entre incumbentes, fintechs y clientes. Con la apertura de los datos, los nuevos entrantes pueden acceder a la información que antes estaba bloqueada, lo que nivelaría el campo de juego Además, al fomentar la portabilidad e interoperabilidad de los datos, se crea un ecosistema financiero más competitivo en el costo, productos y servicios. Esta mayor competencia incentiva a las instituciones financieras a aprovechar nuevas tecnologías para ofrecer productos más personalizados, de mejor calidad y a menores precios, lo que llevaría a una industria más dinámica y eficiente, beneficiando al consumidor con más opciones y mejores ofertas

## Tecnología Empleada
La infraestructura tecnológica de finanzas abiertas se basa en el uso de interfaces de programación de aplicaciones o API (por sus siglas en inglés) donde permite a los bancos tradicionales, firmas de corretaje, compañías de seguros y otras entidades financieras solicitar y compartir información de los clientes de una forma segura. Las API constituyen un pilar fundamental en la nueva infraestructura del mercado financiero, diseñada para mejorar el acceso, la compartición, la portabilidad y la interoperabilidad de los datos financieros.
La comunicación estandarizada entre diversas entidades financieras a través de API facilita la colaboración y la integración de servicios, permitiendo a los consumidores compartir su información con terceros autorizados de forma controlada y con su consentimiento. La información puede compartirse mediante servicios web, protocolos de transferencia de archivos y diferentes tipos de API, dependiendo de la estructura regulatoria y del flujo de datos en cada país.

## Regulación Internacional
La implementación de finanzas abiertas varía significativamente en cada jurisdicción, lo que ha llevado a enfoques diversos en términos regulatorios y técnicos.

### Reino Unido
En 2016, la Competition and Markets Authority (CMA) del Reino Unido propuso la banca abierta para mejorar la competencia en el mercado de banca minorista. Como remedio, los nueve bancos más grandes de Reino Unido – HSBC, Barclays, RBS, Santander, Banco de Irlanda, Allied Irish Bank, Danske Bank, Lloyds Bank, y Nationwide –  debían permitir a terceros acceder, bajo autorización, a la información de cuentas de sus clientes. Para implementar esto, se creó el Open Banking Implementation Entity (OBIE), responsable de desarrollar mecanismos seguros para el intercambio de datos financieros. Las empresas que deseen acceder a esta información deben registrarse en la Financial Conduct Authority (FCA) y cumplir con estrictos requisitos de privacidad y seguridad. La OBIE es supervisada y financiada por los bancos y autoridades como la FCA, para cumplir y actualizar los estándares de API y establecer directrices de seguridad y resolución de disputas, consolidando al Reino Unido como líder en finanzas abiertas

### Australia
El Consumer Data Right (CDR), introducido en 2019, otorga a los consumidores la capacidad de compartir su información financiera de manera segura. Australia ha sido pionera en la expansión de la banca abierta a otros sectores, convirtiendo al CDR en un marco más amplio de datos abiertos aplicable al sector energético y de telecomunicaciones, además del financiero. Inicialmente implementado en el sector bancario en 2020 y enfocado en los cuatro bancos más grandes de Australia, el CDR permite a los consumidores compartir una amplia gama de datos de productos financieros, como cuentas de ahorro, tarjetas de crédito, hipotecas y otros préstamos. El gobierno australiano también estableció una Data Standards Body para desarrollar los estándares técnicos que regulan el intercambio de datos de consumidores

### Hong Kong
En 2018, la Autoridad Monetaria de Hong Kong (HKMA) emitió reglas para la adopción de API abiertas en el sector bancario, con mesas de trabajo con instituciones financieras y consultas públicas. Esta normativa otorga flexibilidad en la implementación y se enfoca en estándares técnicos, arquitectura, seguridad y datos, para fomentar la competitividad e innovación en el sector.

### Brasil
El Banco Central de Brasil estableció en 2020 una implementación progresiva para la banca abierta, obligando inicialmente a instituciones financieras bajo regulación prudencial, con el objetivo de expandirlo posteriormente a otras entidades. Esta iniciativa busca promover la competencia mediante la reducción de asimetrías de información, fomentar la innovación y mejorar la eficiencia en los servicios financieros digitales.

### Unión Europea(UE)
Europa es reconocida como el centro de la banca abierta global, donde la Directiva de Servicios de Pago 2 (PSD2) y el Reglamento General de Protección de Datos (GDPR) sirven como los principales impulsores. El GDPR garantiza la portabilidad y control de datos del consumidor a través de mecanismos de consentimiento, mientras que la PSD2 establece una regla de acceso a cuentas que permite a terceros autorizados acceder a los datos de los clientes mediante API. Este marco ha promovido la competencia y una mayor estandarización de pagos en toda la UE. Sin embargo, la PSD2 es más limitada en comparación con otros marcos, ya que su alcance aplica principalmente a cuentas de pago y no abarca productos como cuentas de ahorro, tarjetas de crédito o préstamos comerciales. Además, no se especifica un formato estandarizado para el intercambio de datos, lo que ha generado desafíos para que terceros accedan a esta información de manera oportuna y asequible

### Otros Países
Varias jurisdicciones han adoptado enfoques voluntarios o de mercado para banca y finanzas abiertas. Donde en Estados Unidos, Nueva Zelanda y Singapur promueven directrices no obligatorias que permiten a los participantes de la industria desarrollar estándares según sus propios criterios, mientras que otros, como Canadá y México, están en etapas iniciales de desarrollo de sus marcos regulatorios.